# Нікольське (Земетчинський район)
Ніко́льське (рос. Никольское) — присілок у складі Земетчинського району Пензенської області, Росія.
Населення — 12 осіб (2010; 44 у 2002).
Національний склад станом на 2002 рік:
- росіяни — 100 %